# 山田勝美
山田 勝美（やまだ かつみ、1909年1月9日 - 1989年4月10日）は、日本の漢文学者。
千葉県出身。広島文理科大学漢文学科卒業後、東京帝国大学文学部支那哲学科研究生として加藤常賢に契金文を学ぶ。1957年「塩鉄論の基礎的研究」で広島文理科大学文学博士。上智大学文学部教授を務め、79年定年、名誉教授。71年中華学術院から名誉哲士号を贈られる。

## 著書
- 『塩鉄論』明徳出版社 中国古典新書 1967
- 『全釈歴代中国詩選』福音館書店 福音館文庫 1967
- 『孫子名言集』ポプラ社 世界名言集 1968
- 王充『新釈漢文大系 論衡』上中下、明治書院 1976-84
  - 『新書漢文大系　論衡』明治書院 2005。田辺淳編、抄訳
- 『生きていた絵文字の世界』玉川大学出版部 玉川選書 1977
- 『中国名詩鑑賞辞典』角川書店 角川小辞典 1978 / 角川ソフィア文庫 2021
- 『ポケット論語』角川文庫 1985
- 『漢詩聚英 中国の名詩鑑賞』駿台文庫 1986

### 共編著など
- 『論衡事類索引』共編 大東文化研究所 1960
- 『論衡固有名詞索引』共編 大東文化研究所 1961
- 『故事成語辞典』水上静夫共著 福音館小辞典文庫 福音館書店 1969
- 『角川当用漢字字源辞典』加藤常賢共著 角川書店 1972
- 『中国文学における悲愁詩』阿部正次郎共著 南窓社 1977
- 『大学入試必修漢文問題精選 駿台高等予備校副読本 共通一次・私大文系・二次』山本末正共編 駿台文庫 1979
- 『故事成語辞典』編 東京堂出版 1981
- 『漢字のはなし ことばから漢字へ』松清秀一共著 ポプラ社 1982
- 『かん字1・2-4年生』編・著 熊谷さとしまんが くもん出版 1989
- 『漢字字源辞典』進藤英幸共著 角川書店 1995
- 『小学漢字学習辞典 新版』石井庄司共監修 日本標準 2003

## 論文
- <山田勝美